# Sean Connelly
Sean Connelly (Sheffield, 26 giugno 1970) è un fisioterapista ed ex calciatore inglese, di ruolo difensore, dal luglio 2006 è il fisioterapista del Cardiff City.

## Carriera
Terzino destro, ha vestito le maglie di Hallam, Stockport County, Wolves, Tranmere Rovers e Rushden & Diamonds. Vanta 150 presenze nella Football League Championship.